# Stazione di Malonno
La stazione di Malonno è una stazione ferroviaria della linea Brescia-Iseo-Edolo a servizio dell'omonimo centro abitato.

## Storia
L'impianto entrò in servizio il 4 luglio 1909 assieme al tratto ferroviario collegante Breno a Edolo.

## Strutture e impianti
Il fabbricato viaggiatori è stato progettato e costruito dalla Società Nazionale Ferrovie e Tramvie (SNFT) secondo lo stile delle stazioni secondarie di seconda classe della ferrovia Iseo-Edolo.
Il piazzale è composto dal binario di corsa della linea ferroviaria e da un altro di raddoppio lungo 213 m. Entrambi sono serviti da altrettante banchine, lunghe rispettivamente 107 m e 100 m.
L'impianto è dotato di uno scalo merci, lato Cedegolo, con magazzino e piano caricatore, entrambi serviti da un binario di scalo, lungo 124 m.
È presente anche una colonna idraulica.

## Movimento
La stazione è servita dai treni RegioExpress (RE) e regionali (R) Brescia-Edolo, gestiti da Trenord nell'ambito del contratto stipulato con la Regione Lombardia.

## Servizi
- Sala d'attesa
- Servizi igienici